# 리가 포르투갈 2
세군다리가(포르투갈어: Segunda Liga)는 포르투갈의 축구 2부리그로, 프리메이라리가의 하위리그이다. 최상위권 팀들은 프리메이라리가로 승격하며 최하위권 팀들은 2019-20 시즌까지 캄페오나투 드 포르투갈로 강등되었으나 2020-21 시즌부터는 새로 신설되는 리가 3로 강등된다. 또한 리그 개편의 일환으로 프리메이라리가부터 세군다리가와 리가 3까지 각각 리가 포르투갈 1, 2, 3으로 표시하고 있다.
2018-19 시즌부터 18개의 팀으로 대회가 이뤄지며, 이중에는 최상위 리그의 리저브팀 (B 팀)도 포함한다.
현재까지 서로 다른 20개의 팀이 우승했으며 초대 우승팀인 파수스 드 페헤이라는 현재까지 가장 많은 우승 기록(4회)을 가지고 있다.

## 역사
1990년도 전까지 포르투갈에 전국 규모의 프로 리그는 프리메이라 디비장이 유일했고 다음 하위 리그는 세군다 디비장이라고 불리던 지역 리그였다. 1990-91 시즌에 세군다 디비장 드 온하(포르투갈어: Segunda Divisão de Honra)라는 명칭의 프로 축구 2부 리그가 신설되면서 기존의 세군다 디비장은 세군다 디비장 B로 바뀌며 3부 리그로 옮기게 되었다.
1999년에 포르투갈 프로축구연맹 (Liga Portuguesa de Futebol Profissional, LPFP)이 1, 2부의 전국 리그 운영권을 가지면서 현재까지 이르고 있다.

## 이름
현재의 리그 설립 전에는세군다 디비장, 세군다 디비장 드 온하(포르투갈어: Segunda Divisão de Honra)라고 불렸다. 포르투갈 프로축구연맹 (LPFP)이 1999년에 양대 리그의 통제권을 갖게 되면서 "세군다리가"로 개칭하였다가, 2005-06 시즌에 리가 드 온하로 바뀌었다. 2012-13 시즌이 시작되면서 다시 세군다리가로 바뀌었고 2015년부터 메인스폰서였던 엘이드먼의 이름을 따 레드먼 리가프로(포르투갈어: Ledman LigaPro IPA: [ˈliɣɐˈpɾɔ])로 불렸다. 이후 스폰서십 종료로 2019년부터 리가프로로 부르다 2021년부터 리그 개편에 따라 리가 포르투갈 2(Liga Portugal 2)로 바뀌었으며 포르투갈의 보험사인 SABSEG가 후원사를 맡아 리가 포르투갈 2 SABSEG로 부르고 있다.

## 구성
기존의 24개팀이 참가하던 리가프로는 2016-17 시즌 22개팀으로 줄었고 2017-18 시즌부터 20개팀으로 줄었다. 다음 시즌에 참가팀을 18개팀으로 다시 줄였다.

### 2014-15 시즌까지
리그가 진행되는 동안 각 팀들은 서로의 홈구장에서 1경기씩 진행해 서로 2경기씩 치른다. 24개팀이 참가해 각 팀마다 총 46경기를 한다. 시즌이 끝난 후, 최상위 2개팀은 프리메이라리가로 승격하며 최하위 3개팀은 캄페오나투 드 포르투갈로 강등된다.

### 2015-16 시즌
24개팀이 총 46경기씩 치르며 최상위 2개팀은 프리메이라리가로 승격하며 2016-17 시즌 참가팀을 22개팀으로 맞추기 위해 기존의 3개팀에서 최하위 5개팀이 캄페오나투 드 포르투갈로 강등된다.

### 2016-17 시즌
22개팀이 총 42경기씩 치르며 최상위 2개팀은 프리메이라리가로 승격하며 2017-18 시즌 참가팀을 20개팀으로 맞추기 위해 기존의 3개팀에서 최하위 4개팀이 캄페오나투 드 포르투갈로 곧바로 강등되며 17위팀과 18위팀은 캄페오나투 드 포르투갈 북부와 남부 지역의 준우승팀과 플레이오프를 가져 승격 혹은 강등을 결정하게 된다.

### 2017-18 시즌
20개팀이 총 38경기씩 치르며 최상위 2개팀은 프리메이라리가로 승격하며 2018-19 시즌 참가팀을 18개팀으로 맞추기 위해 기존의 3개팀에서 최하위 4개팀이 캄페오나투 드 포르투갈로 바로 강등된다.

### 2018-19 시즌
18개팀이 총 34경기씩 치르며 최상위 2개팀은 프리메이라리가로 승격하며 기존처럼 3개팀이 캄페오나투 드 포르투갈로 강등된다.

### 2019-20 시즌
포르투갈의 코로나19 범유행으로 인해 2020년 3월 12일에 LPFP는 리그를 무기한 중지했으며 당시 마지막 순위 기준으로 가장 최상위 2개팀이 승격하고 최하위 2개팀은 강등되기로 했지만 프리메이라리가의 비토리아 FC와 CD 아베스가 재정 문제 등으로 리그 참가 자격을 박탈당하며 곧바로 캄페오나투 드 포르투갈로 강등되면서 강등팀없이 마무리 하게 되었다.

## 참가팀
| 2024-25 리가 포르투갈 2 |                |                        |          |
| 구단명                  | 순위 (2023-24) | 연고지                 | 창단연도 |
| 마리티무                | 4위            | 푼샬                   | 1910     |
| 파수스드페헤이라        | 5위            | 파수스드페헤이라       | 1950     |
| 톤델라                  | 6위            | 톤델라                 | 1933     |
| 토헨스                  | 7위            | 토흐스 베드라스        | 1917     |
| 벤피카 B                | 8위            | 벤피카                 | 1999     |
| 마프라                  | 9위            | 마프라                 | 1965     |
| 포르투 B                | 10위           | 포르투                 | 1999     |
| 아카데미코 비제우       | 11위           | 비제우                 | 1914     |
| 레이리아                | 12위           | 레이리아               | 1966     |
| 페나피엘                | 13위           | 페나피엘               | 1951     |
| 레이숑이스              | 14위           | 마토지뉴스             | 1907     |
| 올리베이렌스            | 15위           | 올리베이라드아제메이스 | 1922     |
| 페이렌스                | 16위1          | 산타마리아다페이라     | 1918     |
| 포르티모넨스            | 리가 1 16위2   | 포르티망               | 1914     |
| 비젤라                  | 리가 1 17위    | 비젤라                 | 1939     |
| 샤베스                  | 리가 1 18위    | 샤베스                 | 1949     |
| 알베르카                | 리가 3 1위     | 알베르카두히바테주     | 1939     |
| 펠게이라스              | 리가 3 2위     | 펠게이라스             | 1932     |

참고
- ^1  – 승강 플레이오프로 잔류하였다.
- ^2  – 승강 플레이오프로 강등되었다.